# علف فتق کرک‌آلود
علف فتق کرک‌آلود (نام علمی: Herniaria hirsuta) نام یک گونه از سرده علف فتق است.